# カラスミ

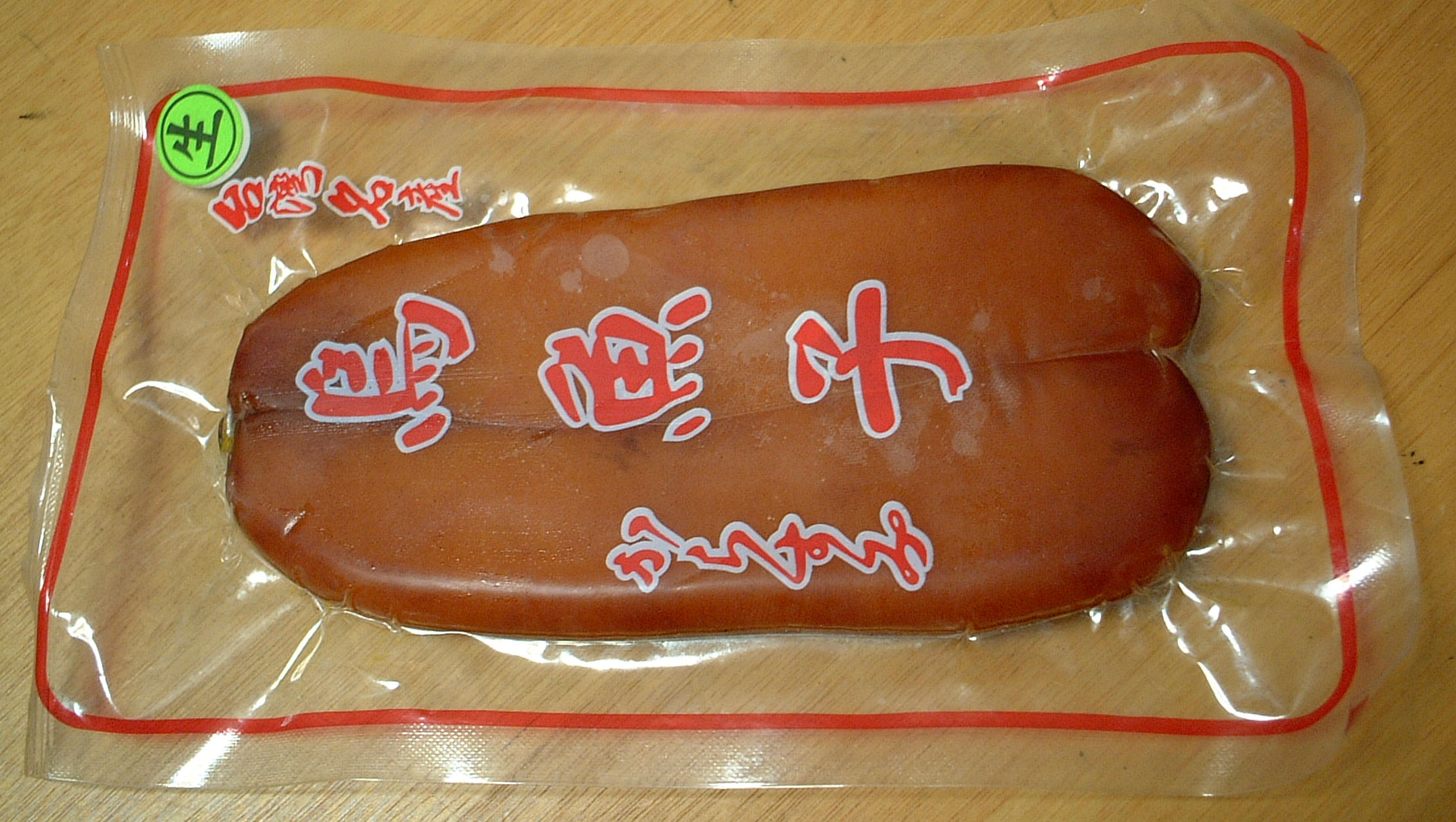
台湾産からすみ

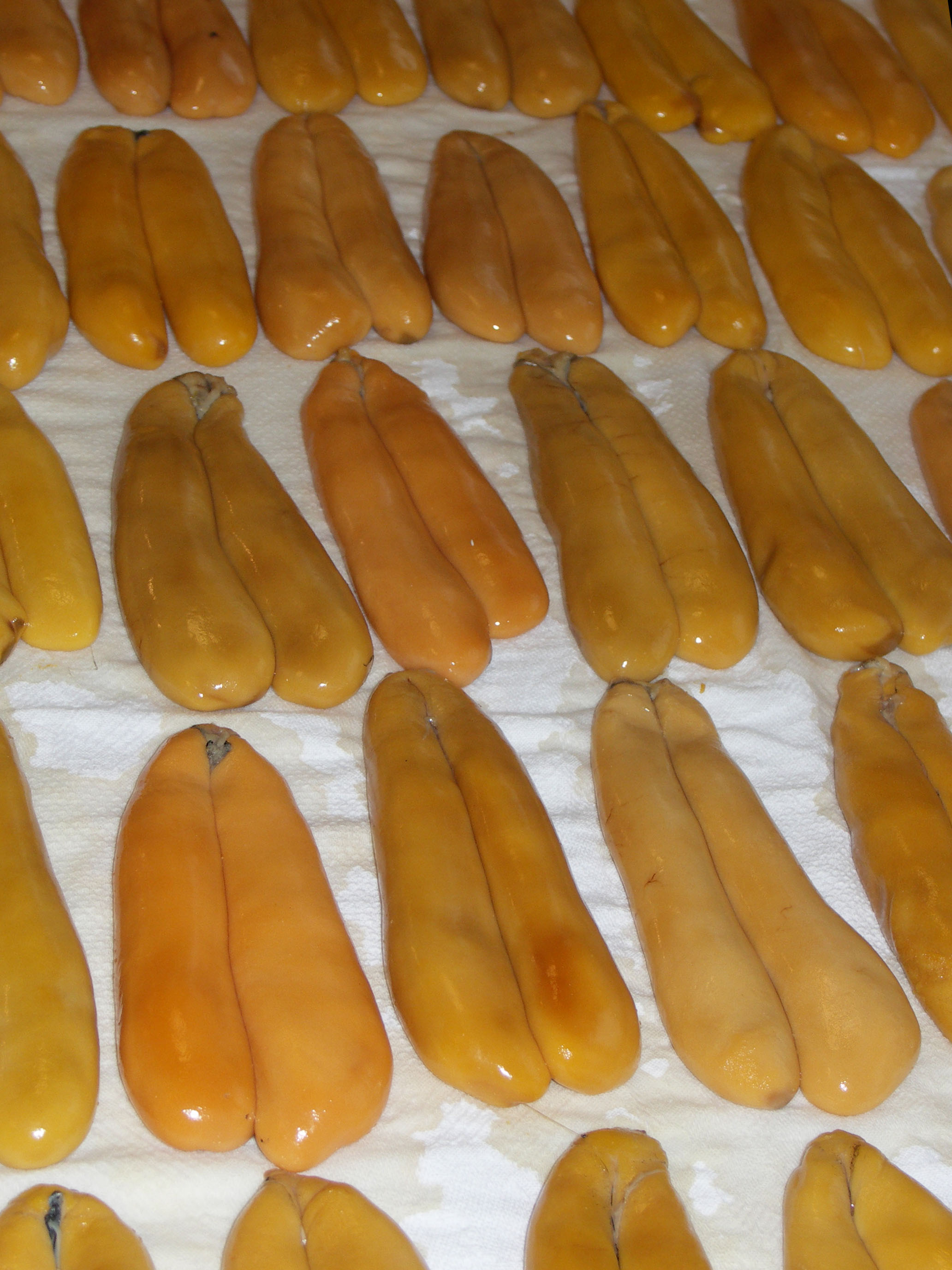
からすみの干し

からすみ（唐墨、鰡子、鱲子）は、ボラなどの卵巣を塩漬けし、塩抜き後、天日干しで乾燥させたもの。名前の由来は形状が中国伝来の墨「唐墨」に似ていたため。古鰆子（）ともいう。ウニ、このわたと共に日本の三大珍味とされている。

## 概要
日本ではボラを用いた長崎県産のものが有名だが、香川県ではサワラあるいはサバを用いる。日本以外でも台湾やイタリアのサルデーニャ島（ボッタルガを参照）、スペイン、エジプトでも作られる。原材料として、ヨーロッパではボラ以外の海産魚の卵巣も用いられ、台湾にはアブラソコムツを使うものもある。
江戸時代より、肥前国のからすみは、越前国のウニ、三河国のコノワタとともに、日本の三大珍味と呼ばれている。塩辛くねっとりとしたチーズのような味わいは、高級な酒肴として珍重される。薄く切り分けて炙り、オードブルに供したり、すりおろして酢を混ぜてからすみ酢にしたりして使用する。
「からすみ」の名は、一説には肥前国の名護屋城（現在の佐賀県唐津市）を訪れた豊臣秀吉が、これは何かと長崎代官・鍋島信正に尋ねたところ、洒落で「唐墨」と答えたことに由来するとも言われている。

### ボラを用いた製法
1. ボラの腹を注意深く切り開き、卵巣を包む膜を破らないように取り出す。
2. 取り出した卵巣の形を保ったまま血管を針などで突いて血抜きし、水に漬ける。
3. 何度か水を替え、卵巣がきれいになったら食塩を塗りつけ、樽に収めて3-6日間の塩漬けを行う。
4. 樽から出して水洗いし、真水を満たした半切桶に入れる。一昼夜後に水中で揉んで軟らかさを確かめ、卵巣全体が均一に軟らかになっていれば塩抜きを終わる。この時の塩加減が味を左右するといわれる。
5. 塩漬けと塩抜きとを終えた卵巣を、傾斜させた木板の上に並べる。一並べしたら卵巣の上に別の木板を載せる。これをくり返して5段ほどに積み重ね、一晩放置して余分な水分を除く。翌日になれば板を去り、卵巣全体の形を整え、直射日光を避けて乾燥を続ける。夜間には再び重ねる。水気を抜いて翌日日乾しにし、夜間は再び積み重ねる。
6. 表面に浮き出る脂肪分を適宜に拭き取りながら、約10日間の天日干しを繰り返して仕上げる。

## 栄養学的評価
長崎県産の市販品（メーカー4社）の成分分析結果としては、水分21.8-24.7パーセント（長崎産ボラの未加工卵巣においては約50パーセント）、粗脂肪分30.8-35.2パーセント（同、約20パーセント）、粗たんぱく36.2-40.4パーセント（同、約28パーセント）、塩分4.2-4.9パーセント（同、0.6パーセント）となっている。粗脂肪のうちの50パーセントはワックスエステルが占めている。特有の風味は、原料のボラ卵巣を加工する工程中に進行するタンパク質の分解と遊離アミノ酸の生成によってもたらされると考えられている。

## 歴史
からすみは古くからギリシャやエジプトで製造されていた。日本には、安土桃山時代に中国（明）から長崎に伝来したといわれている。
中国からの伝来当時はサワラの卵を原料として製造されていたが、延宝3年（1675年）に高野勇助が長崎県・野母崎付近の海域で豊富に漁獲されるボラの卵で製造することを案出した。このため、野母崎・樺島ではからすみが現在でも作られ続けている。

## からすみを使う料理
- カラスミ大根 - 薄切りした大根とカラスミを挟んだもの。
- 茶漬け - 薄切りしたからすみをご飯に載せて、刻み海苔などをふり、緑茶をかけて食べる。
- 小川巻き - 別名月冠。薄切りの刺身を包丁でまな板に伸ばし、からすみや鮭とば（鮭の燻製）を芯にして巻き、酢漬けしたもの。切り口が小川にみえる[7]。
- スパゲッティ・アッラ・ボッタルガ (イタリア語: Spaghetti alla Bottarga) - サルディニア島のイタリア料理。類似した料理に日本のたらこスパゲッティがあるが、この料理の起源はキャビアのスパゲティであり、ボッタルガのパスタではない。

## 日本以外でのからすみ
台湾ではボラのからすみを「烏魚子」（北京語：ウーユーズー、台湾語：オーヒージー）という。台湾での食べ方は表面の薄い膜を剥ぎ取ってから、酒を表面に軽く塗り、弱火で裏表を一、二分ずつ繰り返しあぶり、表面が白くぶつぶつになるまでかりかりに焼き上げる。出来上がったら、薄くスライスして食べる。大根または葉ニンニクと一緒に爪楊枝で刺して食べられることが多い。夜市の屋台でも焼いたからすみを売っている。
また、油魚（アブラソコムツやバラムツの総称）を使った「油魚子」（北京語：ヨウユーズー、廈門語：イウヒージー）と呼ばれる食品が屏東県東港鎮で考案され、クロマグロ、サクラエビと合わせて「東港三宝」と称する特産品として販売されている。ボラのからすみよりも大きいため、塩漬けも乾燥も時間が余計にかかり、技巧を要する。乾燥は季節や大きさにより異なるが、2週間からひと月を要する。ボラは網で捕るため、時にストレスで魚卵に血が入り、色が黒く、臭みのあるものができるが、アブラソコムツは延縄漁で釣るため、血が入ることは少ないという違いがある。大きいことや製作に手間がかかることから、産地でも一腹数千円とボラのものよりも数倍高価である。
イタリア語ではボッタルガ (Bottarga) という（英語ではボターゴ Botargo）。ボッタルガには必ずしもボラの卵巣だけを使用するのではなく、タラやマグロなど他の海産魚の卵巣を利用する製品もある。ほぐして、パスタにあえて食べる例が多い。東地中海沿岸ではメゼの一品として親しまれており、薄く切ってオリーブ油とレモン汁をかけ、パンと共に食べる。
韓国語では魚卵（オラン、어란）という。塩漬けをする日本に対し韓国では醤油を希釈した出汁で漬けており、毎日3 - 4回ゴマ油を塗り付けて干す点が日本のからすみとの違いである。また日本ではボラの卵巣のみを漬けるのに対し、韓国ではボラだけでなくニベの卵巣も漬ける事も日本との違いである。